# Padres do Deserto

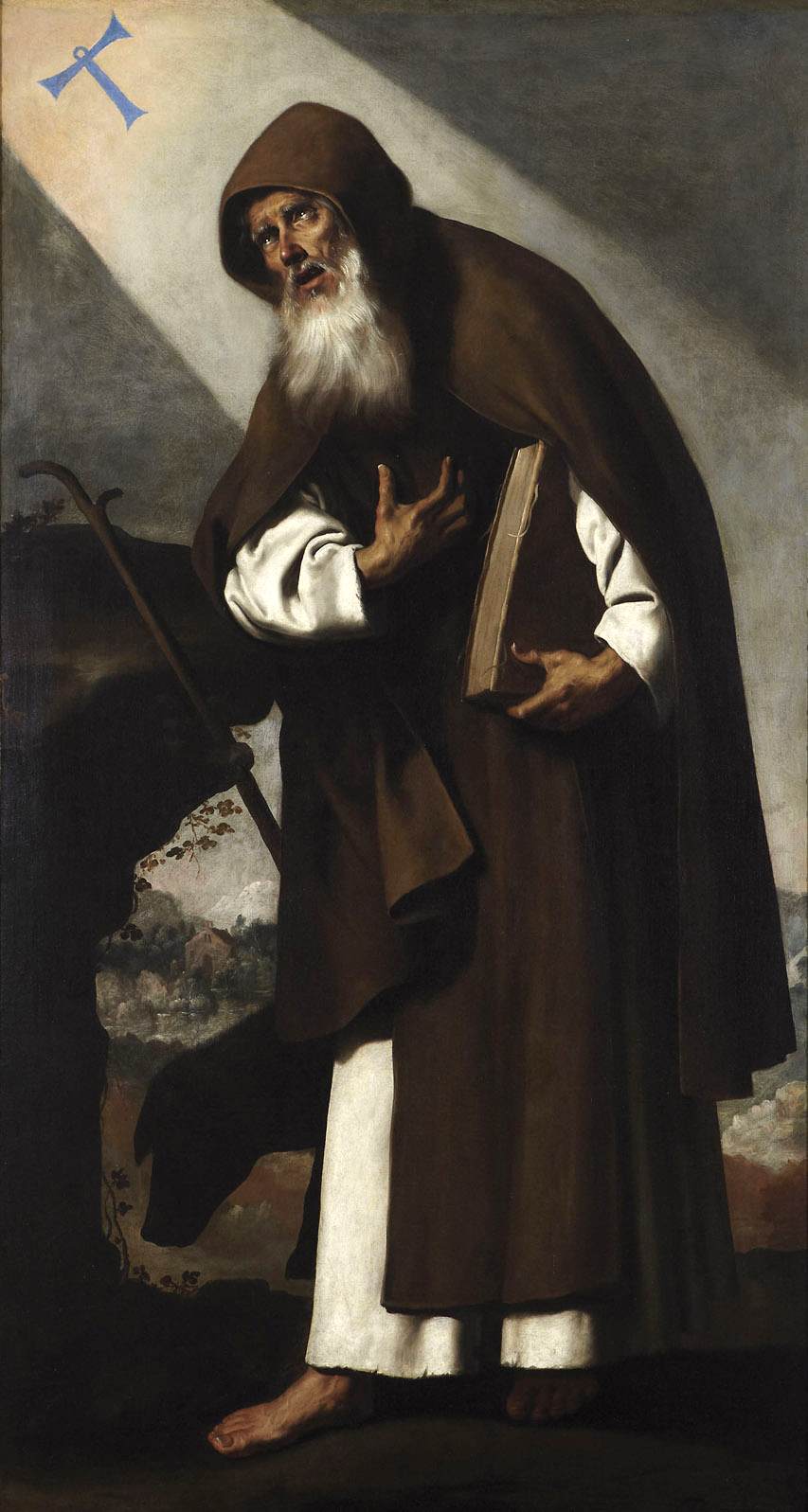
Santo Antão do Deserto.
Por Francisco de Zurbarán

Os Padres do Deserto ou Pais do Deserto foram eremitas, ascetas, monges e freiras que viviam majoritariamente no deserto da Nítria (Escetes), no Egito, a partir do século III. O mais conhecido deles foi Santo Antão (ou Santo Antônio, o Grande), que mudou-se para o deserto em 270-271 e se tornou conhecido tanto como o pai quanto o fundador do monasticismo no deserto. Quando Antão morreu em 356, milhares de monges e freiras tinham sido atraídos para a vida no deserto seguindo o exemplo do grande santo. Seu biógrafo, o doutor da igreja Atanásio de Alexandria, escreveu que "o deserto tinha se tornado uma cidade" .
Os Padres do Deserto tiveram uma enorme influência no desenvolvimento do cristianismo primitivo. As comunidades monásticas do deserto que cresceram destes encontros informais de monges eremitas se tornaram o modelo para o monasticismo cristão. A tradição monástica oriental, representada em Monte Atos, e ocidental, sob a Regra de São Bento, foram ambas fortemente influenciadas pelas tradições iniciadas no deserto. Todos renascimentos monásticos da Idade Média buscaram no deserto alguma inspiração e orientação. Muito da espiritualidade do Cristianismo Ortodoxo, incluindo o movimento hesicasta, tem as suas raízes nas práticas dos Padres do Deserto. Mesmo renascimentos religiosos mais modernos, como os evangélicos alemães, os pietistas da Pensilvânia e o renascimento metodista na Inglaterra foram vistos por estudiosos atuais como tendo sido em alguma medida influenciados pelos Padres do Deserto.

## Início

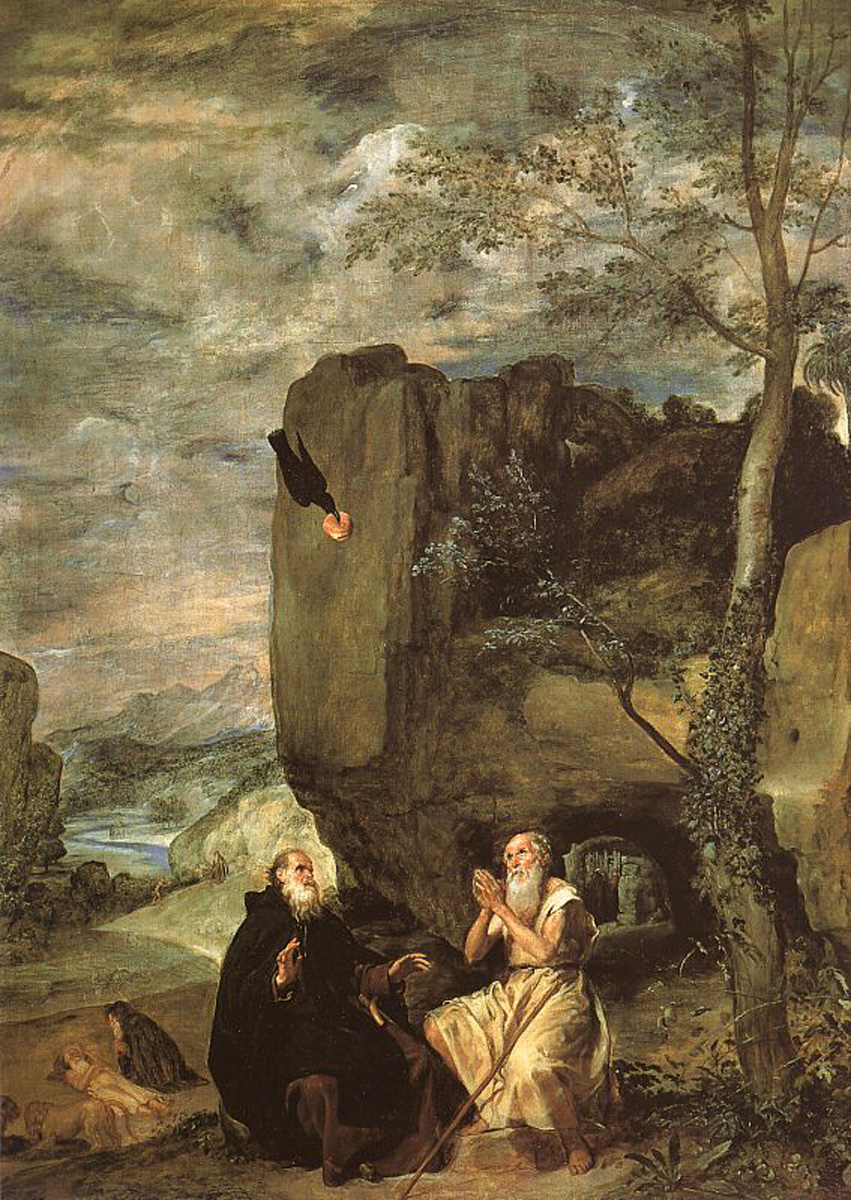
Santo Antão do Deserto e São Paulo de Tebas.
Por Diego Velásquez (1638), atualmente no Museu do Prado

Paulo de Tebas é geralmente creditado como tendo sido o primeiro monge eremita a ir para o deserto, mas foi Santo Antão que efetivamente lançou o movimento que se tornaria os Padres do Deserto. Em algum momento por volta do ano de 270, Antônio ouviu um sermão de domingo afirmando que a perfeição poderia ser alcançada vendendo-se todas as posses, doando o resultado aos pobres e seguindo Cristo (tratando de Mateus 19:21, parte dos conselhos evangélicos). Ele aceitou a mensagem e tomou ainda o passo adicional de se mudar para o deserto para buscar a mais completa solidão.
Antão viveu num tempo de transição para o cristianismo — as perseguições de Diocleciano em 303 foram as últimas grandes perseguições formais aos cristãos no Império Romano. Apenas dez anos depois, ele foi legalizado no Egito pelo sucessor de Diocleciano, Constantino I. Aqueles que tinham partido para o deserto formavam uma sociedade cristã alternativa ao martírio, que era na época visto por muitos cristãos como a forma mais alta de sacrifício. Nesta mesma época, o monasticismo no deserto apareceu quase simultaneamente em diversas áreas, incluindo o Egito e a Síria.
Com o passar do tempo, o modelo de Antão e outros eremitas atraiu muitos seguidores, que viviam sós no deserto ou em pequenos grupos. Eles escolheram a vida de extremo ascetismo, renunciando a todos os prazeres dos sentidos, ricas comidas, banhos, descanso e todos os demais confortos. Milhares se juntaram a eles no deserto, a maioria homens, mas também várias mulheres. As pessoas começaram a ir para o deserto em busca de conselhos e recomendações dos primeiros Padres do Deserto. Quando Antão morreu, havia tantos homens e mulheres vivendo no deserto que ele foi descrito como uma "cidade" pelo biógrafo de Antão, Atanásio de Alexandria.
Três principais tipos de monasticismo se desenvolveram no Egito à volta dos Padres do Deserto. Um foi a vida austera do eremita, como praticado pelo próprio Antão e seus seguidores no Baixo Egito. Outro foi a vida cenobita, comunidades de monges e freiras no Alto Egito formadas por São Pacômio. O terceiro foi uma vida semi-eremita vista principalmente na Nítria e em Escetes, a oeste do Nilo, iniciada por Santo Amum. Estes últimos eram pequenos grupos (de dois a seis) de monges e freiras com um ancião em comum — os grupos separados se reuniam em aglomerações maiores para a celebração dos sábados e domingos. Este terceiro grupo monástico foi responsável pela maior parte dos ditados que foram compilados na obra "Ditados dos Pais do Deserto".

## Desenvolvimento das comunidades monásticas

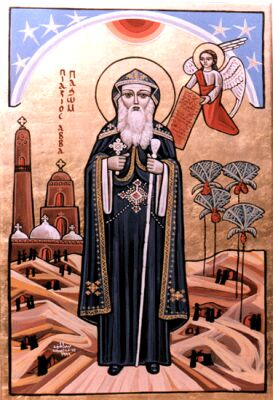
São Pacômio, fundador do cenobitismo

As pequenas comunidades que formaram à volta dos Padres do Deserto foram o início do monasticismo cristão. Inicialmente, Antão e outros viveram como eremitas, formando ocasionalmente grupos de dois ou três. Pequenas comunidades informais começaram a se desenvolver até que o monge Pacômio, percebendo a necessidade de uma estrutura mais formal, estabeleceu um mosteiro com regras e uma organização. Seu regulamento incluía disciplina, obediência, trabalhos manuais, silêncio, jejuns e longos períodos de oração — alguns historiadores vêem nestas regras como tendo sido inspiradas nas experiências como soldado de Pacômio.
O primeiro mosteiro totalmente organizado sob Pacômio incluía homens e mulheres vivendo em quartos separados, até três pessoas em cada. Eles se apoiavam tecendo e fazendo cestos, além de outras tarefas. Cada novo monge ou freira tinha um período probatório de três anos, que terminava com a aceitação completa no grupo. Todas as posses eram mantidas comunitariamente, as refeições eram feitas em conjunto, em silêncio. Duas vezes por semana jejuavam e se vestiam com roupas simples de camponeses, com um capuz. Diversas vezes por dia se reuniam para rezar e para as leituras, e se esperava que cada um dedicasse períodos de tempo sozinhos, em meditação sobre as escrituras. Havia também programas específicos para os que chegassem ao mosteiro sem saber ler.
Pacômio também formalizou o estabelecimento de um abba (pai) ou amma (mãe), responsável pelo bem-estar espiritual dos seus monges e freiras, com a implicação de que os que se juntassem ao mosteiro estariam também se juntando a uma nova família. Membros também formavam grupos menores, com diferentes tarefas comunitárias e com a responsabilidade de cuidar do bem-estar uns dos outros. Esta nova maneira de viver cresceu a ponto de haver dezenas de milhares de monges e freiras nestas comunidades organizadas nas décadas seguintes à morte de Pacômio. Um dos mais antigos peregrinos ao deserto foi doutor da igreja Basílio de Cesareia, que levou a "Regra de Pacômio" para a Igreja oriental. Basílio também expandiu a ideia de uma comunidade ao integrar os monges e freiras na comunidade mais ampla de cristãos, com os monges e freiras atuando sob a autoridade de um bispo e servindo os pobres e necessitados.
Conforme mais e mais peregrinos visitavam os monges do deserto, a literatura que ali se originava começou a se espalhar. Versões latinas de histórias originais gregas e ditados dos Pais do Deserto, assim como as primeiras regras monásticas que saiam do deserto, guiaram o desenvolvimento monástico inicial do mundo bizantino e, eventualmente, no ocidente também . A Regra de São Bento foi fortemente influenciada pelos Padres do Deserto, com São Bento de Núrsia clamando seus monges a lerem as obras de João Cassiano sobre os Padres do Deserto. Os "Ditados dos Pais do Deserto" foram também amplamente lidos nos primeiros mosteiros beneditinos.

## Padres do Deserto notáveis

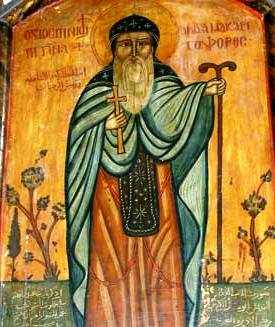
São Macário do Egito.

Muitos dos monges e freiras criaram uma reputação de santidade e sabedoria, com pequenas comunidades seguindo determinados anciãos santos e sábios, que era o seu "pai" espiritual (abba, ou abade). Os Padres do Deserto individuais eram majoritariamente conhecidos através dos "Ditados…", que incluíam 1.202 ditados atribuídos a vinte e sete abbas e três ammas. O maior número de ditados foi atribuído ao Abba "Poemen", palavra grega para "pastor", o que sugere que foram coletados sob um nome genérico. Entre os mais notáveis Pais do Deserto com ditados no livro, além de Antão, temos Arsênio, o Grande, Macário do Egito, Moisés, o Ladrão e Sinclética de Alexandria.

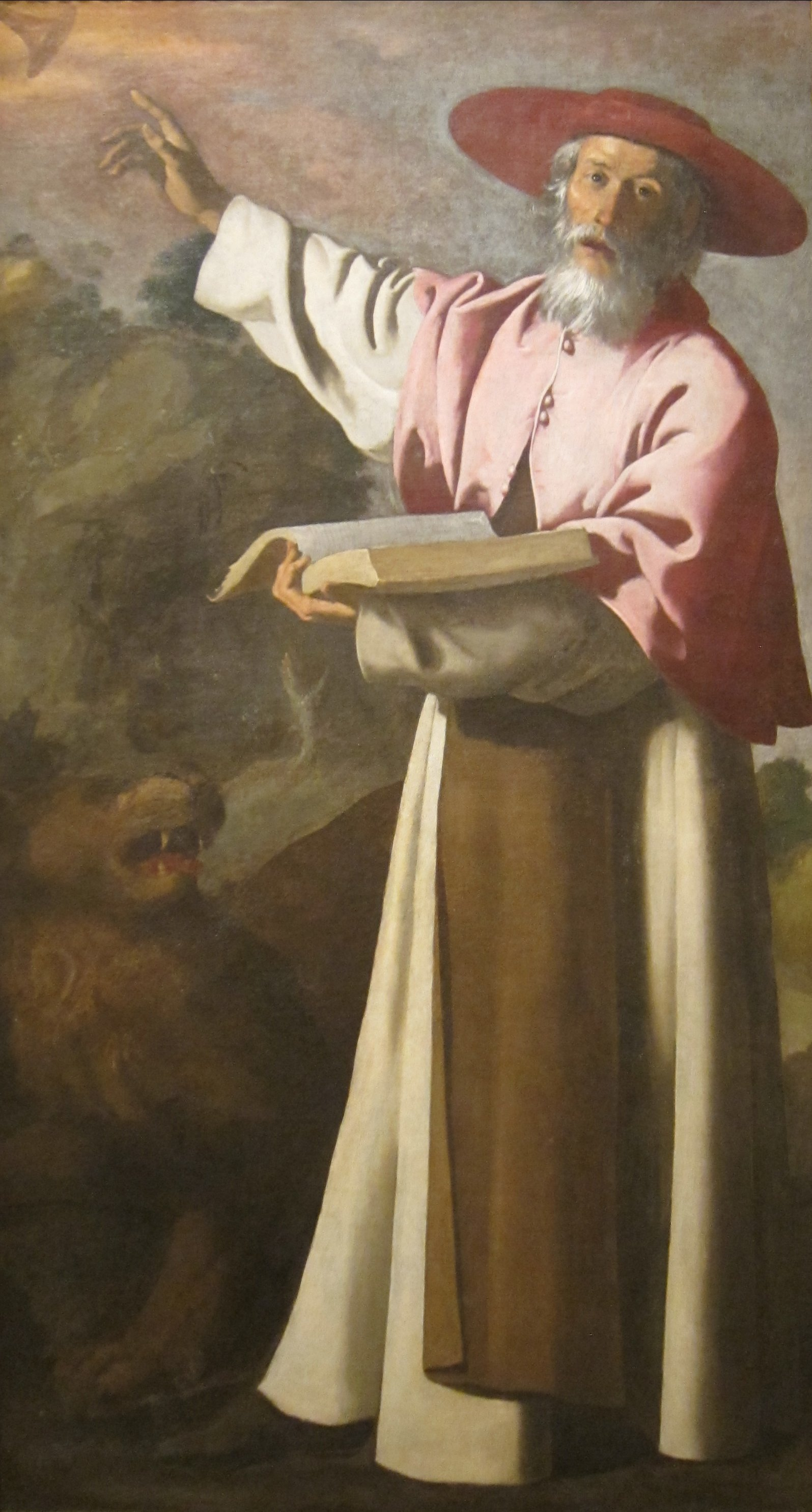
São Jerónimo, Doutor da Igreja

Outros notáveis Padres do Deserto incluem ainda o próprio São Pacômio e Shenouda, o Arquimandrita, o grande São Jerónimo, e muitos indivíduos que passaram parte de suas vidas no deserto do Egito, como Atanásio de Alexandria, João Crisóstomo e João Cassiano, cuja obra sobre os Padres do Deserto mostrou ao mundo a sabedoria deles.

## Práticas

### Primazia do amor
O mandamento do amor era o guia primário da vida dos Padres do Deserto e formou a maior parte das histórias e relatos dos "Ditados…". As suas práticas incluíam não apenas o comando de amar a todos, mas também o de ser transformado pelo amor divino. Para os que viviam a vida comunitária monástica, isso era especialmente proeminente. Seus esforços para viver sob este mandamento não eram vistos como sendo fáceis — muitas das histórias daquele tempo recontam as suas batalhas internas para vencer as emoções negativas, como a raiva e o julgamento dos outros. Ajudar um irmão monge que estava doente ou em luta interna era visto como prioritário sobre quaisquer outras considerações. Eremitas frequentemente saíam de longos jejuns quando recebiam visitas, pois a hospitalidade e o carinho eram mais importantes do que manter as práticas ascetas que eram tão predominantes na vida dos Padres do Deserto.

### Hesicasmo

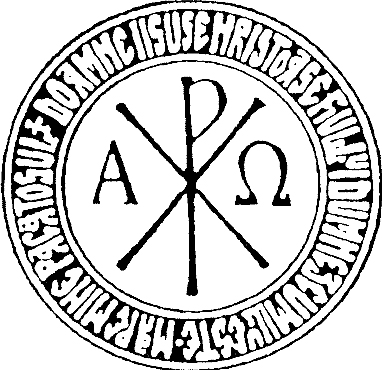
Cristograma com a Oração de Jesus
Doamne Iisuse Hristoase, Fiul lui Dumnezeu, miluieste-ma pe mine pacatosul em romeno;
Senhor Jesus Cristo, Filho de Deus, tende piedade de mim, pecador, em português.

Hesicasmo (do grego para "quietude, silêncio, descanso, tranquilidade") é uma tradição mística e um movimento que se originou com os Padres do Deserto e era central às suas práticas de oração. Para eles era primordialmente a prática do "silêncio interior e da oração contínua". Ele não se tornaria um movimento formal com práticas específicas até pelo menos as práticas de oração meditativas bizantinas do século XIV, quando ele ficou muito próximo da Oração de Jesus ou "Oração do Coração". A origem desta oração também pode ser rastreada até os Padres do Deserto — a "oração de Jesus" foi encontrada inscrita nas ruínas de uma cela daquele período no deserto egípcio. A mais antiga evidência escrita à prática pode ser um texto da "Filocalia", por Abba Filimon, um Padre do Deserto. A oração "hesicasta" era tradicionalmente praticada em silêncio, com os olhos fechados — não como "uma forma de meditação discursiva sobre diferentes incidentes da vida de Jesus Cristo".
As palavras "hesicasta" e "hesíquia" foram frequentemente usadas nas obras dos séculos IV e V dos Padres do Deserto, como Macário do Egito, Evágrio do Ponto e Gregório de Níssa. O título hesicasta foi utilizado nos primeiros anos como um sinônimo de "eremita", contrapondo os cenobitas, que viviam em comunidades Hesicasmo pode referir-se à quietude interior ou exterior, no entanto, nos Ditados dos Padres do Deserto, referia-se à tranquilidade interior..

### Recitação das Escrituras

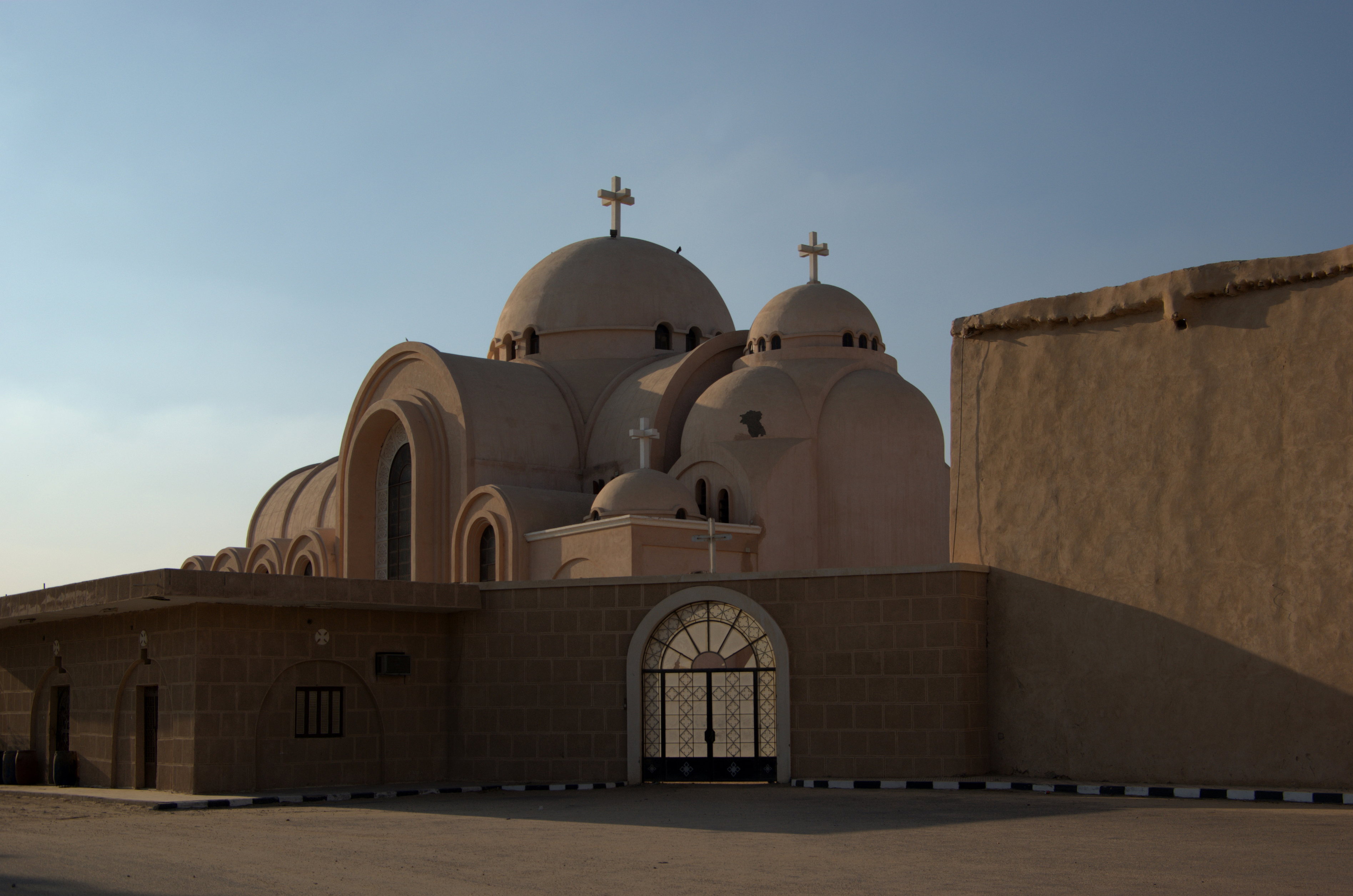
Mosteiro de São Bishoi, em Uádi Natrum

As vidas dos Padres do Deserto eram preenchidas com a recitação das Escrituras — durante a semana, eles cantavam os salmos enquanto realizavam os trabalhos manuais e, durante os finais de semana, eles realizavam liturgias e serviços religiosos comunitários. A experiência dos monges na cela ocorria de várias maneiras, mas o papel da meditação sobre as Escrituras era central. Para eles, a meditação era a recitação oral das escrituras. As práticas em grupo eram particularmente proeminentes nas comunidades mais organizadas formadas por São Pacômio. O objetivo destas práticas foram explicados por João Cassiano, outro Padre do Deserto, que descreveu o objetivo da recitação e do ascetismo como sendo a ascensão para uma profunda oração e contemplação mística.

### Isolamento da sociedade
A legalização do cristianismo pelo Império Romano em 313 deu ainda mais força à resolução de Antão sobre ir para o deserto. Ele, que era um nostálgico pela tradição do martírio, via o isolamento e o ascetismo como uma alternativa. Quando membros da Igreja começaram a encontrar formas de trabalhar com o estado romano, os Padres do Deserto também viram nisso um comprometimento entre "as coisas de Deus e as coisas de César". As comunidades monásticas eram essencialmente uma sociedade cristã alternativa. Os eremitas duvidavam que religião e política poderiam algum dia produzir uma sociedade cristã verdadeira. Para eles, a única possível era espiritual e não mundana.

## Obras essenciais
- Os "Ditados dos Padres do Deserto" (Apophthegmata Patrum)
- As "Vidas dos Padres do Deserto" (Historia Monachorum in Aegypte)
- A "História Lausíaca", de Paládio da Galácia
- "A vida de Santo Antônio, o Grande [Santo Antão]", por Atanásio de Alexandria.
- A coleção de textos chamada de "Filocalia"
- "As conferências" e "As Instituições", por João Cassiano